# Erste Bank Open 2019
Erste Bank Open 2019 — тенісний турнір, що проходив на кортах з твердим покриттям у місті Відень, Австрія з 21 жовтня. Належав до категорії ATP Tour 500, був турніром серії Vienna Open 2019 року.

## Фінальна частина

### Одиночний розряд
Домінік Тім —  Дієго Шварцман 3–6, 6–4, 6–3

### Парний розряд
Ражів Рам /  Джо Солсбері —  Лукаш Кубот /  Марсело Мело 6–4, 6–7(5–7), [10–5]